# Mystromys albicaudatus
La rata coliblanca (Mystromys albicaudatus) es una especie de roedor miomorfo de la familia Nesomyidae, propia de África meridional. Es el único miembro de la subfamilia Mystromyinae. Esta especie había sido ubicada en la subfamilia Cricetinae, debido a su similar apariencia con los hamsters, pero estudios de filogenia molecular han confirmado que estos dos grupos no están estrechamente relacionados; también se la ha clasificado en la familia Muridae.[cita requerida]

## Historia natural
Esta rata está restringida a sabanas y pastizales de Sudáfrica y Lesoto. Tienden a habitar túneles de Suricata suricatta y grietas del suelo durante el día y salen de noche. Comen materia vegetal, como semillas y se sabe que también insectos. Al contrario de los hamsters, estas ratas no tienen grandes carrillos.